# Йорж (інструмент)
Йорж (рос. ёрш; англ. grab, brush; нім. Rohrreiniger m) — у свердловинних технологіях видобування корисних копалин — інструмент у вигляді стержневої щітки для послаблення спресованого клубка канату (кабелю) у свердловині шляхом його обертання за невеликих навантажень.